# Александра Пол
Александра Пол (енгл. Alexandra Paul; Њујорк, 29. јул 1963) је америчка филмска глумица. Најпознатија је по улози поручника Стефани Холден у серији Чувари плаже.